# Redudasyidae
Famille
Les Redudasyidae sont une famille de gastrotriches.

## Liste des genres
Selon World Register of Marine Species (21 juin 2025) :
- Anandrodasys Todaro, Dal Zotto, Jondelius, Hochberg, Hummon, Kanneby & Rocha, 2012
- Redudasys Kisielewski, 1987

## Systématique
Cette famille a été décrite en 2012 par Todaro (d), Dal Zotto (d), Jondelius (d), Hochberg, Hummon (d), Kånneby (d) et Rocha (d).

## Publication originale
- (en) Todaro, Dal Zotto, Jondelius, Hochberg, Hummon, Kånneby & Rocha, « Gastrotricha: a marine sister for a freshwater puzzle », PLoS One, 2012, vol. 7, no 2, e31740, p. 1-11 [lire en ligne].